# Paloma Blanca, Mexiko
Paloma Blanca är en ort i Mexiko.   Den ligger i kommunen Acapetahua och delstaten Chiapas, i den sydöstra delen av landet, 800 km sydost om huvudstaden Mexico City. Paloma Blanca ligger 29 meter över havet och antalet invånare är 414.
Terrängen runt Paloma Blanca är platt. Runt Paloma Blanca är det ganska tätbefolkat, med 60 invånare per kvadratkilometer. Närmaste större samhälle är Acapeteahua, 4,8 km öster om Paloma Blanca. Omgivningarna runt Paloma Blanca är en mosaik av jordbruksmark och naturlig växtlighet.